# Z̤
Z̤ (minuscule : z̤), appelé  Z tréma souscrit, est un graphème qui est utilisé dans plusieurs romanisation de l’écriture arabe dont celles de l’ALA-LC pour l’azéri, le persan et le sindhi, la romanisation ISO 233-3:2023 du persan ou la romanisation PCGN du kurde.
Elle est composée de la lettre Z diacritée d’un tréma souscrit.

## Utilisation
Le Z tréma souscrit était utilisé pour translittérer le ẓāʾ ‹ ﻅ › hindoustani, mais aussi parfois de l’arabe, du turc ou du persan.
Dans la romanisation Edmonds/PCGN System 1956 du kurde écrit avec l’alphabet arabe, ‹ z̤ › translittère la lettre ẓāʾ ‹ ظ › de certains mots d’emprunt arabes lorsque celle-ci n’est pas transcrite zāy ‹ ز ›.
Les romanisations ALA-LC de l’azéri écrit avec l’alphabet arabe et du persan utilisent le z tréma souscrit pour translittérer le ḍād ‹ ض ›, par exemple dans کليات رياضى romanisé ‹ Kullīyāt-i Riyāz̤ī ›. La romanisation ALA-LC du sindhi l’utilise pour translittérer le ẓāʾ ‹ ﻅ ›.

## Représentation informatique
Le Z tréma souscrit peut être représenté par les caractères Unicode suivant :
- décomposé (latin de base, diacritiques) :

| formes    | représentations | chaînes de caractères | points de code | descriptions                                         |
| --------- | --------------- | --------------------- | -------------- | ---------------------------------------------------- |
| majuscule | Z̤               | Z◌̤                    | U+005A U+0324  | lettre majuscule latine z diacritique tréma souscrit |
| minuscule | z̤               | z◌̤                    | U+007A U+0324  | lettre minuscule latine z diacritique tréma souscrit |

## Sources
- Actes du dixième Congrès international des orientalistes, session de Genève de 1894, 1895. (archive.org)
- (en) The Permanent Committee on Geographical Names, The Kurdish Toponymy of Northern Iraq, 2003 (lire en ligne), p. 10–11
- Sindhi (in Arabic script), ALA-LC Romanization table, 1997.
- Azebaijani, ALA-LC Romanization table, 1997.
- Persian, ALA-LC Romanization table, 1997.